# Euxoa colata
Euxoa colata är en fjärilsart som beskrevs av Augustus Radcliffe Grote. Euxoa colata ingår i släktet Euxoa och familjen nattflyn. Inga underarter finns listade i Catalogue of Life.